# Центральний Мукур
Центральний Мукур  – колишнє гірничодобувне підприємство у Абайській області Казахстану, яке вело розробку однойменного золоторудного родовища.
Родовище відкрили ще в 1968 році, проте повноцінна розробка почалась лише в 1999-му, коли тут ввели в дію установку потужністю 0,8 млн тон руди на рік, що переробляла окиснені руди за технологією купчастого вилуговування. 
Руду видобували відкритим способом, а кінцевою продукцією виступало золото у вигляді зливків сплаву Доре. Обсяги видобутку були доволі незначними, так, в 2004-му на Центральному Мукурі та ще одному золоторудному родовищі Міяли (фабрика потужністю 300 тисяч тон руди на рік) отримали лише 0,89 тони золота. В 2008-му з Центрального Мукуру та ще одного золоторудного родовища Мізек (фабрика потужністю 900 тисяч тон руди на рік) отримали 1,73 тони золота.
В 2012-му через вичерпання запасів окиснених руд розробку Центрального Мукура зупинили, при цьому переробка видобутої руди тривала і у 2013 році. 
Розробку провадили через компанію «Андас-Алтин», яка станом на середину 2000-х належала «Eurasia Gold Corporation». В 2007-му останню викупила мідна корпорація «Kazakhmys», що утворила для управління золотовидобувними активами дочірню компанію «Kazakhmys Gold».